# Pavlo Luk"jančuk
Pavlo Olehovič Luk"jančuk (in ucraino Павло Олегович Лук'янчук?; Zaporižžja, 19 maggio 1996) è un calciatore ucraino, difensore dell'Obolon'.

## Caratteristiche tecniche
È un terzino destro. Nato a Zaporižžja, Lukyanchuk è un prodotto delle scuole sportive del Futbol'nyj Klub Metalurh Zaporižžja e della Futbol'nyj Klub Dynamo Kyïv. Il suo primo allenatore fu Mykola Senovalov.